# Арістон Хіоський
Арістон Хіоський, часом Аристон (дав.-гр. Ἀρίστων ὁ Χίος; бл. 300 до н. е. —після 269 до н. е.) — давньогрецький філософ-стоїк. Прізвиська «Сирен» та «Фалант».

## Життєпис
Народився на о. Хіос приблизно у 300 році до н. е. Про молоді роки мало відомостей. Зарано переїхав до Афін, де навчався у Зенона Кітіонського та Полемона, голови Академії. Поступово відійшов від традицій Зенона та Академії, заснувавши власну школу. Став відомим за своє красномовство (звідси прізвисько Сирен). Усе подальше життя провів в Афінах, де мав численних учнів (отримали назву Арістонеї) — Аоллофана, Мільтіада, Діфіла, Ератосфена. Наприкінці життя внаслідок облисіння отримав прізвисько Фалант. Помер від сонячного удару.

## Філософія
Про ідеї Арістона відомо завдяки переважно Діогену Лаертському. У доробку було 15 праць. Намагався поєднати їдеї Сократа із стоїцизмом. На відміну від Зенона Арістон відкидав логіку та фізику як несуттєве навчання для досягнення гармонії та розуміння світу. Найбільшу увагу приділяв етиці, при цьому звертаючи увагу саме на практичні аспекти цієї науки. За Арістоном головна мета життя — це пошук Вищого Блага. При цьому він погоджував разом із Зеноном, що Доброчесність є первісним добром, проте відкидав її зовнішні ознаки (багатство, здоров'я). Впровадив поняття «байдужості» по відношенню до тих речей, які могло вплинути на чесноти (багатство, бідність, кар'єра).